# 鶴巻伸洋
鶴巻 伸洋（つるまき のぶひろ、1971年10月22日 - ）は、日本のプロレスラー、総合格闘家。

## 来歴
1990年3月、FMWの入門テストに合格したがデビュー前に退団。
1991年6月21日、世界格闘技連合W★INGに入門。9月12日、四日市市中央緑地体育館大会で三宅綾とタッグを組んで対ザ・ヘッドハンターズ（ヘッドハンターA&ヘッドハンターB）戦でプロレスデビュー。11月、分裂騒動が起きて世界格闘技連合WMAに参加したが旗揚げ戦を開催する前に解散。その後、木村浩一郎に憧れてS.A.W.に入団。麻生秀孝の下でトレーニングを積む。
1992年12月、格闘技シンポジウム東京武道館大会で総合格闘技デビュー。
1993年1月、3ヵ月のオランダ武者修行に行く。4月30日、リングスに参戦。
1995年、2ヵ月のオランダ武者修行に行く。
その後、修斗、パンクラス、アブダビコンバット、キックボクシング、CAGE FORCE、寝技限定ルール「コンテンターズ」に参戦。
2009年5月29日、新W★INGに参戦。
2010年、スーパーFMWに入団。
2014年、スーパーFMWを退団。
その後、ハードヒットなどインディー団体に参戦。
2016年5月14日、ガンバレ☆プロレスに覆面レスラー「マーズスペクター」として参戦。
2017年2月11日、ガンバレ☆プロレスで今成夢人との対戦後、マーズスペクターのマスクを脱いで慕っていたスーパー宇宙パワーのオマージュであることを明かした。

## 戦績

### 総合格闘技
| 総合格闘技 戦績 | 総合格闘技 戦績 | 総合格闘技 戦績 | 総合格闘技 戦績 | 総合格闘技 戦績 | 総合格闘技 戦績 | 総合格闘技 戦績 |
| --------------- | --------------- | --------------- | --------------- | --------------- | --------------- | --------------- |
| 15 試合         | (T)KO           | 一本            | 判定            | その他          | 引き分け        | 無効試合        |
| 1 勝            | 0               | 1               | 0               | 0               | 0               | 0               |
| 14 敗           | 8               | 2               | 4               | 0               | 0               | 0               |

| 勝敗 | 対戦相手               | 試合結果                          | 大会名                                    | 開催年月日     |
| ×    | 井上雄策               | 1R 2:42 TKO（スタンドパンチ連打） | CAGE FORCE                                | 2010年4月11日  |
| ×    | 一慶                   | 1R 0:37 TKO（パウンド）           | CAGE FORCE & Valkyrie                     | 2009年7月12日  |
| ×    | 森川修次               | 2R 0:37 TKO                       | CAGE FORCE 09                             | 2008年12月6日  |
| ×    | 圭太郎                 | 5分3R終了 判定0-3                 | CAGE FORCE 06                             | 2008年4月5日   |
| ○    | 中村勇太               | 1R 1:56 アキレス腱固め            | DEMOLITION WEST in 山口                   | 2007年11月25日 |
| ×    | ライアン・ビグラー     | 1R チョークスリーパー             | Geran Haga: Blood Wars 2                  | 2007年5月28日  |
| ×    | 鳥生将大               | 1R 1:16 KO（左ストレート）        | PANCRASE 2006 BLOW TOUR                   | 2006年12月10日 |
| ×    | 花田和弘               | 1R 2:53 TKO（カット）             | DEMOLITION 030629                         | 2003年6月29日  |
| ×    | 中村大介               | 1R 2:06 腕ひしぎ十字固め          | DEMOLITION 030126                         | 2003年1月26日  |
| ×    | 久松勇二               | 5分2R終了 判定35-40               | ORG the 2nd                               | 2002年5月15日  |
| ×    | 渡辺大介               | 2R 0:17 KO（パウンド）            | PANCRASE 2001 PROOF TOUR                  | 2001年8月25日  |
| ×    | 竹内出                 | 5分2R終了 判定0-3                 | 修斗 SHOOTO GIG '99                       | 1999年8月25日  |
| ×    | 桜井隆多               | 1R 0:54 TKO（カット）             | 修斗 下北沢修斗劇場 第2弾 Shooter's Soul  | 1999年1月27日  |
| ×    | 佐々木有生             | 5分2R終了 判定0-3                 | 修斗 下北沢修斗劇場 第1弾 Shooter's Dream | 1998年9月18日  |
| ×    | マイケル・パチョリック | 1R 1:26 ギブアップ（パウンド）    | World Vale Tudo Championship 3 【1回戦】  | 1997年1月19日  |

### RINGS
| 勝敗 | 対戦相手 | 試合結果      | 大会名                                                    | 開催年月日     |
| △    | 坂田亘   | 30分終了 判定 | リングス RISING SERIES SATSUKI                            | 1995年5月20日  |
| ×    | 坂田亘   | 5R終了 判定   | リングス FIGHTING NETWORK RINGS 1994 TOURNAMENT 3rd Round | 1994年11月19日 |
| ×    | 高阪剛   | 5R 1:30 KO    | リングス FIGHTING NETWORK RINGS 1994 RINGS IN YOKOHAMA    | 1994年8月20日  |
| ×    | 森泰樹   | 30分終了 判定 | リングス 後楽園実験リーグ'93 ROUND6                       | 1994年2月6日   |
| ○    | 森泰樹   | 5R終了 判定   | リングス BATTLE SHOT at NIIGATA                           | 1993年12月25日 |
| ×    | 山本宜久 | 5R 2:15 TKO   | リングス 後楽園実験リーグ'93 ROUND5                       | 1993年9月10日  |
| ×    | 長井満也 | 3R 0:37 TKO   | リングス 後楽園実験リーグ'93 ROUND2                       | 1993年4月30日  |

### グラップリング
| 勝敗 | 対戦相手             | 試合結果                   | 大会名                                                                                 | 開催年月日           |
| ×    | 甲斐俊光             | 0:52 三角絞め              | アブダビコンバット日本予選【88kg未満級 1回戦】                                         | 2007年4月15日        |
| ×    | 秋元駿一             | アームロック               | ADCC JAPAN 関東大会【アダルト・アドバンス94kg級】                                      | 2007年1月28日        |
| ×    | 松田英久             | 1R 2:09 チョークスリーパー | U-FILE18&U-STYLE13【Style-Gルール】                                                    | 2005年7月17日        |
| ×    | 宮澤元樹             | 4:13 チョークスリーパー    | パンクラス第3回 プロ・アマオープンキャッチレスリングトーナメント【100kg未満級 準決勝】 | 2005年7月3日         |
| ×    | 富田雅彦             | 8分 再々延長R ポイント3-6  | アブダビコンバット日本予選【88kg未満級 1回戦】                                         | 2005年3月20日        |
| ×    | 竹内出               | 判定0-15                   | 東日本修斗グラップリング選手権【クルーザー級決勝】                                     | 2004年9月15日        |
| ×    | 松田英久             | 判定0-3                    | U-FILE4 Style-Gルール                                                                  | 2003年6月1日         |
| ×    | 山本知史             | 判定                       | 第8回全日本コンバットレスリング選手権大会【-84kg級 1回戦】                             | 2002年3月24日        |
| ×    | 甲斐俊光             | 判定                       | 第5回全日本コンバットレスリングオープン選手権大会【-84kg級 1回戦】                     | 2001年11月25日       |
| ×    | ファビオ・グージェウ | 3:30 チョークスリーパー    | アブダビコンバット【88kg未満級 1回戦】                                                 | 1999年2月24日 - 26日 |
| ○    | 高瀬大樹             | 2R 1:16 アキレス腱固め     | CONTENDERS 1                                                                           | 1999年1月31日        |

### キックボクシング
| 勝敗 | 対戦相手                   | 試合結果                                | 大会名                                           | 開催年月日     |
| ×    | Hamid Reza Hejazi          | 1R TKO                                  | WKN Hejazi vs. Tsurumaki（ムエタイルール）       | 2017年6月24日  |
| ×    | 藤田雅幸                   | 3R KO                                   | SAMURAIあばれ祭10                                | 2016年12月4日  |
| ×    | 許陽（シュ・ヤン）         | 2R TKO（4ダウン）                       | 決戦天山                                         | 2016年11月13日 |
| ×    | 韦高杰（ウェイ・ガオジェ） | 2R TKO（3ダウン）                       | 2016中国湖南“益陽”《挑戦者》国際拳王争覇賽       | 2016年11月5日  |
| ×    | 藤田雅幸                   | 2R 2分54秒 TKO（3ダウン）               | SAMURAIあばれ祭8                                 | 2014年11月9日  |
| ×    | 遠藤悟                     | 2R終了 判定0-3                          | 大馬鹿者～多種格闘技大会～ 1st                   | 2014年9月20日  |
| ×    | 藤田雅幸                   | 2R TKO                                  | SAMURAIあばれ祭7                                 | 2013年11月17日 |
| ×    | 松本哉朗                   | 1R 2:15 KO（3ノックダウン：跳び膝蹴り） | 新日本キックボクシング協会「MAGNUM 29」          | 2012年7月22日  |
| ×    | 洪太星                     | 1R 1:32 KO（右膝蹴り）                  | RISE 78                                          | 2011年6月4日   |
| ×    | アンチェイン・カジ         | 1R終了 判定0-3                          | TRIGGER 3 メガトンファイト・トーナメント準々決勝 | 2010年12月5日  |
| ○    | テポドン克己               | 1R終了 判定3-0                          | TRIGGER 3 メガトンファイト・トーナメント1回戦    | 2010年12月5日  |
| ×    | 寒川直喜                   | 2R 0:41 TKO                             | REBELS-EX（ムエタイルール）                      | 2010年9月23日  |
| ×    | 清水賢吾                   | 1R 2:42 KO                              | TRIAL LEAGUE                                     | 2006年3月12日  |

## タイトル歴
- スーパーFMW認定世界ジュニアヘビー級王座
- アメリカスヘビー級王座
- インターナショナルマーシャルアーツ王座